# Acãs
Os acãs (em acã: Akan) constituem um grupo étnico kwa do Gana e da Costa do Marfim. Incluem os acuapens, aquiéns, anins, axantes, baúles, assins, bonos, fantes, zemas, etc. Do século XV ao XIX, dominaram a mineração e o comércio de ouro na região. Sua cultura é dominante no Gana. Dentro do seu folclore há as chamadas Estórias de Ananse (em acã: Anansesem), narrativas ligadas à figura mítica de Ananse, que possui forma humana e forma de aranha. Os acãs professam o cristianismo e animismo.